# ششم کاسته
ششم کاسته (انگلیسی: Diminished sixth) فاصله ای در موسیقی کلاسیک است که با کاستن نیم‌پرده کروماتیک از فاصله ششم کوچک به وجود می‌آید. معکوس آن سوم افزوده و فاصله مترادف، «پنجم درست» است. ششم کاسته در یک گام دیاتونیک، فاصله ای «پرتنش» شناخته می‌شود و از آن به عنوان «فاصله گرگ» (انگلیسی: Wolf interval) نام می‌برند. علت آن است که در حرکت کروماتیک فاصله «ششم کوچک» به پایین، یک  «کما» اختلاف با «پنجم درست» وجود دارد.  فاصله ششم کاسته از نت پایه، ۷۰۰ سنت است ولی در کوک فیثاغورثی ۷۴۳ سنت محاسبه می‌شود.

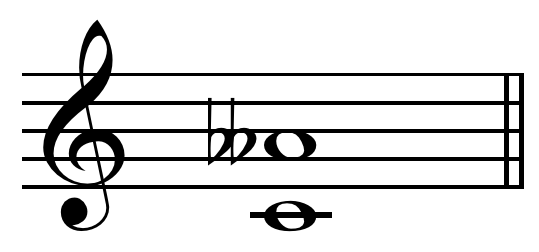
ششم کاسته از نت «دو» تا «لا دوبل بمل» (کوک خالص). کوک اعتدال مساوی.